# Johann Ludwig von Bourscheid
Johann Nepomucenus Ludwig Maria Joseph Freiherr von Bourscheid(t) (* 19. August 1763; † 6. März 1836 in Köln) war ein deutscher Rittergutsbesitzer, Offizier und Politiker aus dem Adelsgeschlecht Bourscheid.

## Leben
Von Bourscheid war der Sohn Franz Carl Cornifiz (Korfix) Ludwig Anton Freiherr von Bourscheidt (1732–1814), Herr der freien Reichsherrschaften Burgbrohl, Glees und anderen, Herr und Inhaber mehrerer Herrschaften und Rittersitze, Kurkölnischer Kämmerer, Oberamtmann in Andernach, Kurpfalz-Jülisch- und Bergischer Wirklicher Hofrat, Sohn des Caspar Franz Edmund (Freiherr) von Bourscheidt († 1737), Geheimrat, Bergischer Landhofmeister, Kurkölnischer Oberamtmann in Andernach, und der Maria Isabella Gräfin von Schaesberg-Kerpen.
Die Mutter war Maria Charlotte Felicitas geborene Freiin von Bourscheidt († 5. April 1805), Erbin von Büllesheim, Cousine ihres Ehemannes, Tochter des Philipp Anton Damian (Freiherr) von Bourscheidt († 13. Juni 1741), Herr zu Wensberg, Mitherr auf Klein-Büllesheim etc., und der Anna Maria Catharina (Freiin) von Harff, zu Dreiborn [Drimborn] (1706–1753).
Er war katholisch und heiratete erst spät am 19. April 1819 in Lüftelberg Maria Anna Francisca (Pauline?) Freiin von der Vorst-Lombeck-Lüftelberg († 28. Juni 1866 in Köln), Stiftsdame zu Bonn und Vilich, Tochter des Maximilian Friedrich Freiherr von der Vorst-Lombeck-Lüftelberg (* 23. Mai 1761; † 14. September 1821), Herr auf Lombeck und Lüftelberg, und der Augusta Elisabetha Freiin von Dienheim. Die Ehe blieb kinderlos. Sein Patensohn Arnold Canisius (1833–1890) wurde ebenfalls Gutsbesitzer und Abgeordneter.
Von Bourscheid schlug die Militärlaufbahn ein und war zuletzt Oberst in bayerischen Diensten.
Von Bourscheid war Herr der freien Reichsherrschaften Burgbrohl, Glees, Merxheim, und Hersbach, Herr und Inhaber der Herrschaften und Rittersitze Kaldenborn, Kamersbach, Hüls, Elkeringhausen und Efferen und der Güter zu Niederzissen, Wassenach, Wehr und Ober- und Nieder-Lützingen sowie Herr auf Nordenbeck. Er wurde als Hausbesitzer in Köln und Andernach genannt. Mit dem landtagsfähigen Gut Nordenbeck verbunden war die Eigenschaft als Landstand. Er gehörte damit von 1832 bis zum 28. Oktober 1830 dem Landtag des Fürstentums Waldeck-Pyrmont an. 1829/1830 verkaufte er das Gut Nordenbeck an Thomas Canisius und schied aus dem Landtag aus. Im Jahr 1829 erfolgte die Einverleibung in die Klasse der Freiherren in der Adelsmatrikel der Preußischen Rheinprovinz.